# Ботафого (футбольный клуб, Жуан-Песоа)
«Ботафо́го» или «Ботафо́го Параиба́но» (порт.-браз. Botafogo Futebol Clube; Botafogo Paraibano) — бразильский футбольный клуб представляющий город Жуан-Песоа штата Параиба.

## История
Клуб основан 28 сентября 1931 года, группой болельщиков клуба Ботафого из Рио-де-Жанейро. Домашние матчи проводит на арене «Алмейдан», вмещающей 35 770 зрителей. В чемпионате штата Параиба клуб побеждал 30 раз, что делает его самым титулованным клубом штата.
В Серии А Бразилии «Ботафого», в период с 1976 по 1986 годы, провёл в общей сложности семь сезонов, лучший результат — 19-е место в 1985 году. В Кубке Бразилии клуб принимал участие в общей сложности девять раз, но ни разу не пробивался дальше 1/16 финала.
В 2013 году клуб занял первое место в Серии D Бразилии и с 2014 года выступает в Серии C.

## Достижения
- Победитель Лиги Параибано (30): 1936, 1937, 1938, 1944, 1945, 1947, 1948, 1949, 1953, 1954, 1955, 1957, 1968, 1969, 1970, 1975, 1976, 1977, 1978, 1984, 1986, 1988, 1998, 1999, 2003, 2013, 2014, 2017, 2018, 2019
- Обладатель Кубка Параибы (1): 2010
- Победитель Турнира Параиба-Пернамбуку (1): 1953
- Победитель Турнира Параиба-Риу-Гранди-ду-Норти (2): 1954, 1964
- Чемпион Серии D Бразилии (1): 2013
- Финалист Кубка Нордесте (2): 1975, 2019

## Форма

### Домашняя
| 2013 | 2014 | 2015 | 2016 | 2017 | 2018 | 2019 | 2020 | 2021 | 2022 | 2023 |

### Гостевая
| 2013 | 2014 | 2015 | 2016 | 2017 | 2018 | 2019 | 2020 | 2021 | 2022 | 2023 |

### Резервная
| 2016 | 2018 | 2019 | 2020 | 2021 | 2022 |

Источник: